# Otto II. (Haslau)
Otto II. von Haslau (in eigener Nennung Otto de Haslow, * um 1195; † zwischen 13. Dezember 1287 und 5. Februar 1289) aus dem Rittergeschlecht der Haslauer war Gefolgsmann Friedrichs des Streitbaren, Stadtministeriale und Burghauptmann in Bruck an der Leitha, Oberster Landrichter, Mitglied des Zwölf-Herren-Rates sowie kurzzeitig Landeshauptmann im Herzogtum Steier.

## Leben

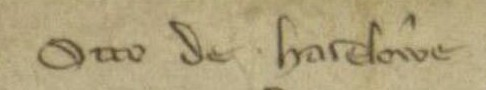
Schriftzug Ottos II. von Haslau aus einer Urkunde, die er an das Kloster Heiligenkreuz richtet, vom 13. Dezember 1287

Otto II. wurde als Sohn von Otto I. von Haslau-Gallbrunn sowie dessen unbekannter Gattin geboren, als seine Großeltern gelten Otto und Gertrud von Gallbrunn. Sein Vater Otto I. erscheint in einer Urkunde aus dem Jahr 1192 als Ministeriale des Babenberger-Herzogs Leopold VI., daher scheint es naheliegend, dass Otto II. seine Schwertleite an dessen Hof erhalten hat. In der ersten Hälfte des 13. Jahrhunderts wird Otto II. mehrfach als Gefolgsmann des letzten Babenbergers Friedrich II., der Streitbare, genannt. Nach dessen Tod in der Schlacht an der Leitha im Jahr 1246 konnte Otto II. im nachfolgenden österreichischen Interregnum eine starke politische Position erkämpfen, die es ihm in weiterer Folge ermöglichen sollte, in der Nachfolgefrage eine gewichtige Meinung zu vertreten. Das ermöglichte ihm, während der Regentschaft des Přemysliden Ottokar bedeutende Ämter in den österreichischen Gebieten einzunehmen.
Durch seine einflussreiche Position und die Tatsache, dass er mit Leopold VI. und Friedrich II. zwei Babenbergische Herzöge erlebt und daher mit dem Gewohnheitsrecht der Zeit vertraut war, wurden ihm mehrere wichtige Ämter zugetragen. Unter Ottokar II. hatte er zunächst das Amt des Obersten Landrichters in Österreich inne, ehe er Mitglied des Zwölf-Herren-Rates wurde, der in Abwesenheit des Herzogs das Land regierte. In den Jahren 1269 und 1270 scheint Otto II. als Landeshauptmann der Steiermark auf. Außerdem war er als Stadtministeriale sowie später als Burghauptmann in Bruck an der Leitha tätig.
Otto II. von Haslau ist regelmäßig als Zeuge und damit als Siegler zeitgenössischer Urkunden belegt, so in einer Schenkungsurkunde der römischen Königin Margarete an die Deutschordensbrüder im Jahr 1249, einer Bestätigung der Besitzungen des Stiftes Melk durch Ottokar II. Přemysl aus dem Jahr 1256 oder einer Urkundenbestätigung König Rudolfs I. aus dem Jahr 1277. Das Wappentier Ottos II. war vermutlich ein aufrechter, nach links schreitender schwarzer Wolf auf goldenem Grund, der sogenannte Passauer Wolf, da ihn auch sein Bruder Wulfing von Haschendorf im Schild führte, zumindest erweckt das im Original erhaltene Siegel an einem Privileg Albrechts I. den Anschein eines Wolfes. In Johann Siebmachers Großem Wappenbuch aus den Jahren 1605 und 1609 verwendeten die Herren von Haslau – zumindest die späteren – einen Hasen im Wappentier, wodurch wohl ein Redendes Wappen entstanden ist.
Vermutlich verbrachte Otto II. die meiste Zeit seines Lebens in Bruck an der Leitha und Wien, wo er Wohnhäuser besaß. Zwei seiner Häuser in Wien sind in der Schenkenstraße sowie in der Renngasse belegt. Seine letzte Ruhestätte hat Otto II. im Stift Heiligenkreuz erhalten, wo sein Grabstein heute noch zu sehen ist.

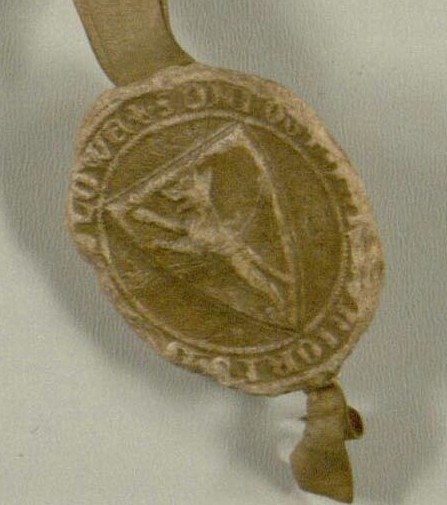
Siegel der Herren von Haslau an einer Urkunde Ottos, Heinrichs und Chadolts von Haslau vom 5. Februar 1289

## Schlacht von Dürnkrut und Jedenspeigen
Nachdem Rudolf I. von Habsburg 1273 zum König des Heiligen Römischen Reiches gewählt worden war, schlug auch Otto II. von Haslau sich – wie die meisten Landesherren seiner Zeit – auf die Seite des neuen Landesfürsten und wandte sich dabei gegen Ottokar II. Přemysl. Die Übertragung des Landgerichts Fischamend an ihn im Jahre 1278 durch König Rudolf als Ausgleich für die Bezahlung einer Weinlieferung belegt, dass Otto II. für die Verpflegung der habsburgischen Streitkräfte zuständig war. Als Rudolf I. und Ottokar II. Přemysl die Entscheidung in ihrem Streit um die Herrschaft in Österreich auf dem Schlachtfeld suchten, kam es 1278 zur Schlacht bei Dürnkrut und Jedenspeigen, bei der etwa 25.000 Mann Ottokars 30.000 Mann König Rudolfs und seines Verbündeten, Ladislaus IV. von Ungarn, gegenüberstanden. Otto II. von Haslau ist bei dieser Schlacht als Bannerträger der Streitkräfte König Rudolfs belegt. Zum Zeitpunkt der Schlacht war Otto II. bereits rund 80 Jahre alt. Sein Auftreten als Bannerträger während der Schlacht ist mehrfach literarisch belegt, so schon bei Ottokar ouz der Geul, der zu Beginn des 14. Jahrhunderts in seiner Steirischen Reimchronik schreibt: „Nu waz sin alter furwar / vil mere denne hundert jar.“ Weitere Erwähnungen finden sich unter anderem auch bei Jans von Wien in seinen beiden Werken, der Weltenchronik und dem Fürstenbuch, bei Seifried Helbling („Er was benamen gar getrieu / biderb und wol gezogen / er hiet ze hof nimer gelogen / um deheiner slate guot“), sowie in Franz Grillparzers Werk König Ottokars Glück und Ende, wo er als Bannerträger in der Schlacht bei Dürnkrut und Jedenspeigen in Erscheinung tritt. Nach dem Tod Ottokars konnte Otto II. seine einflussreiche Stellung auch unter den Habsburgern halten.

## Familie und Nachfahren
Von Ottos Eltern ist nur sein Vater, Otto I., überliefert. Außerdem hatte er mehrere Brüder, von denen Wulfing von Haschendorf, der in einer Schlacht gegen die Ungarn vor Purbach im Zweikampf fiel, Haymar sowie Walter, der an der Raab in ungarische Gefangenschaft geriet, namentlich bekannt sind. Wulfing von Haschendorf ist in der Wiener Minoritenkirche bestattet. Otto II. war mit einer Elisabeth verheiratet, mit der er zwei Töchter (Elisabeth und Jutta) sowie sechs Söhne (Otto III., Wulfing, Chadolt, Heinrich, Seifried und Schaftlanus) hatte. Chadolt scheint nach Ottos Tod die Herrschaft über Haslau übernommen zu haben, der durch seine Heirat mit Agnes von Rauheneck den Besitz teilweise den Herren von Kranichberg, die zu dieser Zeit die Herrschaft zu Petronell innehatten, übertrug, was in einem Kaufvertrag aus dem Jahr 1392 bestätigt wird. Das Geschlecht der Haslauer starb 1436 mit Bernhard von Haslau aus, die Nachfolge des Besitzes der Haslauer traten die Herren von Kranichberg, Schönkirchen und Starhemberg an.